# Джумабаев, Хайдар
Хайдар Джумабаев — советский хозяйственный, государственный и политический деятель, Герой Социалистического Труда.

## Биография
Родился в 1927 году в городе Сырдарья. Член КПСС с 1949 года.
С 1942 года — на хозяйственной, общественной и политической работе. В 1942—1987 гг. — колхозник, звеньевой, бригадир,
заместитель председателя колхоза «Хакикат», председатель колхоза «Правда», председатель колхоза имени Ахунбабаева, директор совхоза «Шоликор» Сырдарьинского района, директор садвинсовхоза им. Сабира Рахимова Сырдарьинского района Сырдарьинской области.
Указом Президиума Верховного Совета СССР от 7 мая 1951 года присвоено звание Героя Социалистического Труда с вручением ордена Ленина и золотой медали «Серп и Молот».
Умер после 1987 года.